# Donald Pierce
Donald Pierce est un personnage de fiction, un super-vilain de l'univers de Marvel Comics. Il est apparu pour la première fois dans Uncanny X-Men #132, en avril 1980.
Ce personnage, ennemi des X-Men, est créé par John Byrne. Il devait à la base ressembler à l'acteur Donald Sutherland. D'ailleurs, le nom de Donald Pierce vient du prénom de l'acteur et du nom d'un personnage qu'il incarne dans le film M.A.S.H..

## Biographie fictive
Lors de sa première apparition, Donald Pierce est le Valet Blanc du Club des Damnés. L'homme aux bras bioniques est vaincu par Wolverine, Diablo et Colossus.
Il réapparait quelques années plus tard, accompagné de Lady Deathstrike et trois mercenaires cyborgs (Cole, Macon et Reese) autrefois mutilés par Wolverine. Pierce nomme son groupe les Reavers et tous visent à se venger du mutant canadien.
Quand les mercenaires chassent les X-Men de leur ancien repaire en Australie, Pierce capture et torture Wolverine. Ce dernier parvient à s'enfuir avec la jeune Jubilé. Pierce crée par la suite deux robots, Elsie-Dee et Albert (à l'apparence de Wolverine) et les lance à la poursuite du X-Man. Mais ils développent une éthique et abandonnent les Reavers.
Quelques années plus tard, un membre des Parvenus, Trevor Fitzroy, envoie des Sentinelles reprogrammées éliminer les Reavers, afin de prendre la tête du concours auquel il participait. Seules Cylla et Deathstrike en réchappèrent.
Pierce fait croire à sa destruction et réapparait à la tête d'un groupuscule anti-mutant. Il est stoppé par les X-men et sévèrement battu par Wolverine.
Récemment[Quand ?], Pierce tente de destituer Sebastian Shaw à la tête du Club des Damnés. Bien que gravement blessé, Shaw arrache la tête du cyborg.

## Pouvoirs et capacités
- Pierce est un cyborg, un humain possédant des parties mécaniques. Comme tout son corps est désormais artificiel, il peut supporter de graves blessures. Tant que sa tête reste intacte, il peut survivre. Ses membres bioniques lui octroient une force et une rapidité incroyables.
- Son cerveau possède quelques implants, lui permettant de se connecter à des ordinateurs.
- En plus d'être très fortuné, Pierce est un génie en robotique, cybernétique et électronique. Il a acquis des connaissances techniques et scientifiques en avance de plus de 200 ans sur la technologie actuelle.

## Apparitions dans d'autres médias
Sauf indication contraire, les informations mentionnées dans cette section peuvent être confirmées par la base de données cinématographiques IMDb,  présente dans la section « Liens externes ».

### Films
- 2017 : Logan réalisé par James Mangold, interprété par Boyd Holbrook